# Vulpes
Vulpes ist eine Gattung aus der Familie der Hunde, der die meisten, aber nicht alle der als Füchse bezeichneten Tiere angehören.

## Merkmale
Die Tiere dieser Gattung sind charakterisiert durch einen schlanken  Körper mit kurzen Beinen, eine zugespitzte Schnauze, große, spitze Ohren sowie einen langen, buschigen Schwanz, der bei manchen Arten so lang wie der Körper sein kann. Sie erreichen eine Kopf-Rumpf-Länge von 35 bis 90 Zentimetern, wozu noch ein 18 bis 55 Zentimeter langer Schwanz kommt, und ein Gewicht von 1 bis 14 Kilogramm. Das Fell kann je nach Art weiß, gelb, rötlich oder grau gefärbt sein, → siehe Rotfuchsfell.

## Vorkommen
Das natürliche Verbreitungsgebiet der Gattung Vulpes umfasst Eurasien, Afrika und Nordamerika; der Rotfuchs wurde vom Menschen auch in Australien eingeführt.

## Systematik

### Äußere Systematik
In einer Systematik der Hunde von Lindblad-Toh et al. 2005, die auf molekulargenetischen Untersuchungen gründete, wurde die Gattung Vulpes als Schwestertaxon dem Marderhund (Nyctereutes procyonoides) gegenübergestellt. Verglichen wurden dabei ca. 15 Kilobasen an Exon- und Intron-Sequenzen. Als Schwesterart dieser beiden Gattungen wurde der Löffelhund (Otocyon megalotis) identifiziert. Gemeinsam wurden diese drei Gattungen als Rotfuchs-Klade zusammengefasst. Diese entspricht Teilen der ursprünglich als Echte Füchse (Vulpini) zusammengefassten Gruppe, bei der jedoch der Marderhund nicht enthalten war und die zusätzlich die Graufüchse (Urocyon) enthielt, die nun als basale Schwestergruppe aller Hunde betrachtet werden.

### Innere Systematik
Vulpes ist eine eigenständige Gattung innerhalb der Hunde (Canidae), die 1775 von Johann Leonhard Frisch in seinem Werk „Das Natur-System der Vierfüssigen Thiere“ mit dem Rotfuchs (Vulpes vulpes) als Typusart beschrieben und gegenüber der Gattung Canis abgegrenzt wurde.
Zur Gattung Vulpes zählen 12 rezente Arten:
- Bengalfuchs (Vulpes bengalensis)
- Afghanfuchs (Vulpes cana)
- Kapfuchs (Vulpes chama)
- Steppenfuchs (Vulpes corsac)
- Tibetfuchs (Vulpes ferrilata)
- Polarfuchs (Vulpes lagopus)
- Kitfuchs (Vulpes macrotis)
- Blassfuchs (Vulpes pallida)
- Rüppellfuchs (Vulpes rueppelli)
- Swiftfuchs (Vulpes velox)
- Rotfuchs (Vulpes vulpes)

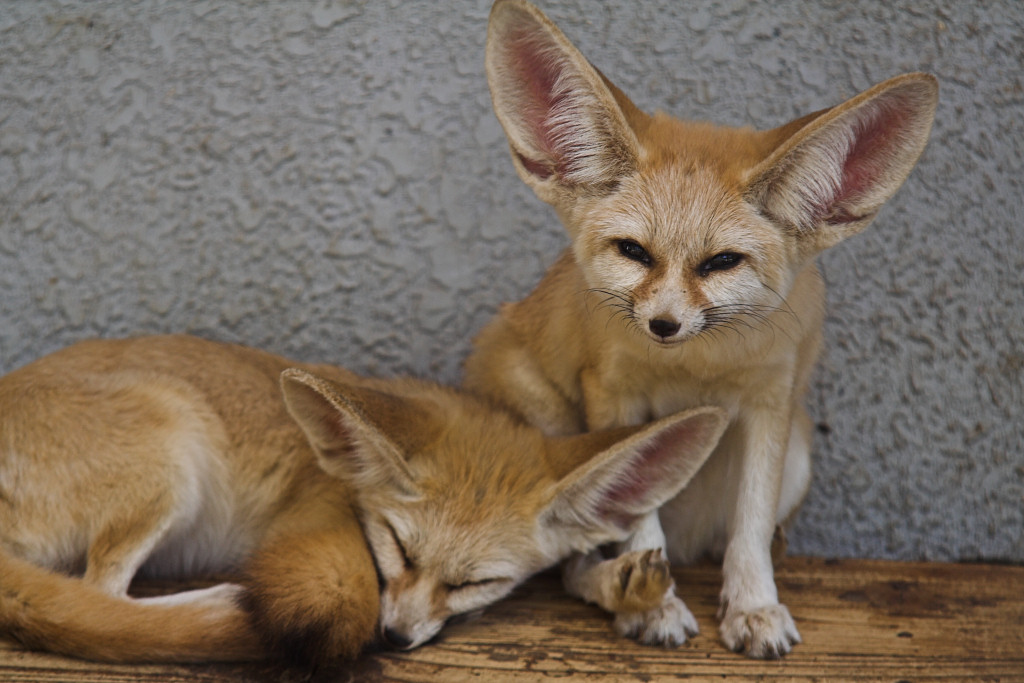
Zwei Fenneks im Zoo von Tokio.

- Fennek oder Wüstenfuchs (Vulpes zerda)

Hinzu kommen etwa eben so viele Arten, die anhand von Fossilien beschrieben und ausgestorben sind. Dabei handelt es sich um die folgenden Arten:
- Vulpes alopecoides
- Vulpes beihaiensis
- Vulpes chikushanensis
- Vulpes galauticus
- Vulpes hassini[4]
- Vulpes kernensis
- Vulpes mathisoni[5]
- Vulpes pattisoni
- Vulpes praecorsac
- Vulpes praeglacialis
- Vulpes pulcher
- Vulpes qiuzhudingi[6]
- Vulpes riffautae[7]
- Vulpes skinneri[8]
- Vulpes stenognathus

Der Polarfuchs wird in neueren Systematiken in die Gattung Vulpes statt einer monotypischen Gattung Alopex eingeordnet, was sich mit den Befunden von DNA-Untersuchungen deckt, die ihn als Schwesterart des Swiftfuchses einordnen. Aufgrund seiner geringen Größe und den anderen morphologischen Besonderheiten des Fenneks stellten viele Autoren diese Art in eine eigene Gattung Fennecus. Dem widersprachen ab den 1990er Jahren viele Taxonomen und auch DNA-Studien, die den Fennek innerhalb der Gattung Vulpes verorteten. Der Fennek wird seitdem von allen taxonomischen Autoritäten als Vulpes zerda geführt. Der Fennek repräsentiert einen eher basalen Vertreter der Gattung Vulpes, seine Schwesterart ist der Afghanfuchs (Vulpes cana).

## Belege
1. ↑  Michael Köhncke: Rattus, Mus und Pantholops. Säugetiere und ihre Namensgeber. Cuvillier Verlag, 2023, S. 41 (Justus Leopold Frisch).
2. 1 2 3 4  Kerstin Lindblad-Toh et al.: „Resolving canid phylogeny.“ Abschnitt in: Kerstin Lindblad-Toh et al.: Genome sequence, comparative analysis and haplotype structure of the domestic dog. Nature 438, Dezember 2005; Seite 803–819.
3. ↑  Vulpes (Memento vom 5. März 2016 im Internet Archive). In: Don E. Wilson, DeeAnn M. Reeder (Hrsg.): Mammal Species of the World. A taxonomic and geographic Reference. 2 Bände. 3. Auflage. Johns Hopkins University Press, Baltimore MD 2005, ISBN 0-8018-8221-4
4. ↑  Denis Geraads: A revision of the fossil Canidae (Mammalia) of north-western Africa. Palaeontology 54 (2), 2011, S. 429–446
5. ↑  Denis Geraads, Michelle S. M. Drapeau, RenéBobe und John G. Fleagle: Vulpes mathisoni, sp. nov., a New Fox from the Pliocene Mursi Formation of Southern Ethiopia and Its Contribution to the Origin of African Foxes.   Journal of Vertebrate Paleontology 35 (4), 2015, e943765 doi:10.1080/02724634.2014.943765
6. ↑  Xiaoming Wang, Zhijie Jack Tseng, Qiang Li, Gary T. Takeuchi und Guangpu Xie: From ‘third pole’ to north pole: a Himalayan origin for the arctic fox. Proceedings of the Royal Society B 281, 2014 doi:10.1098/rspb.2014.0893
7. ↑  Louis de Bonis, Stéphane Peigné, Andossa Likius, Hassane Taïsso Mackaye, Patrick Vignaud und Michel Brunet: The oldest African fox (Vulpes riffautae n. sp., Canidae, Carnivora) recovered in late Miocene deposits of the Djurab desert,Chad. Naturwissenschaften 94, 2007, S. 575–580 doi:10.1007/s00114-007-0230-6
8. ↑  Adam Hartstone-Rose, Brian F. Kuhn, Shahed Nalla, Lars Werdelin und Lee R. Berger: A New Species of Fox from the Australopithecus sediba Type Locality, Malapa, South Africa.  Transactions of the Royal Society of South Africa 68 (1), 2013 doi:10.1080/0035919X.2012.748698
9. 1 2  Jan Zrzavý, Věra Řičánková: Phylogeny of Recent Canidae (Mammalia, Carnivora): Relative Reliability and Utility of Morphological and Molecular Datasets. Zoologica Scripta 33 (4), 2004, S. 311–333, doi:10.1111/j.0300-3256.2004.00152.x